# Křečovice (okres Benešov)
Křečovice (Duits: Kretschowitz of Kretschowitz bei Neweklau) is een Tsjechische gemeente in de regio Midden-Bohemen en maakt deel uit van het district Benešov. Het dorp ligt op 7 kilometer afstand van Neveklov en op zo'n 17 kilometer van de stad Benešov.
Křečovice telt 828 inwoners (2024).

## Geografie
De gemeente bestaat uit de volgende plaatsen:
- Křečovice
- Brdečný
- Hodětice
- Hořetice
- Hůrka
- Krchleby
- Lhotka
- Nahoruby
- Poličany
- Skrýšov
- Strážovice
- Vlkonice
- Zhorný
- Živohošť

## Geschiedenis
De eerste schriftelijke vermelding van het dorp dateert van 1352.
Tijdens de Tweede Wereldoorlog was het dorp onderdeel van het militaire oefenterrein van de Waffen-SS Benešov. Op 31 oktober 1943 moesten de inwoners daarom noodgedwongen hun huizen verlaten.
Sinds 1960 maakt Křečovice deel uit van het district Benešov.

## Verkeer en vervoer

### Autowegen
De regionale weg II/105 loopt door de gemeente en verbindt Křečovice met Jesenice enerzijds en České Budějovice anderzijds. 

### Spoorlijnen
Er is geen station in de gemeente. Het dichtstbijzijnde station is in Sedlčany, op zo'n tien kilometer afstand. Dat station ligt aan de spoorlijn van Benešov naar Vlašim.

### Buslijnen
Er zijn veertien bushaltes in de gemeente:
| Halte                        | Lijn        | Traject                                                      | Vervoerder                     |
| ---------------------------- | ----------- | ------------------------------------------------------------ | ------------------------------ |
| Křečovice, Křeřovice         | 754         | Benešov - Příbram                                            | ZDAR                           |
| Křečovice, Dráha             | 754         | Benešov - Příbram                                            | ZDAR                           |
| Křečovice, Hodětice          | 518 759     | Křečovice - Sedlčany Benešov - Neveklov                      | ZDAR CŠAD Benešov              |
| Křečovice, Hořetice          | 518 756 759 | Křečovice - Sedlčany Křečovice - Neveklov Benešov - Neveklov | ZDAR CŠAD Benešov CŠAD Benešov |
| Křečovice, Krchleby          | 756         | Křečovice - Neveklov                                         | CŠAD Benešov                   |
| Křečovice, Lhotka, U Švarců  | 756         | Křečovice - Neveklov                                         | CŠAD Benešov                   |
| Křečovice, Nahoruby          | 756         | Křečovice - Neveklov                                         | CŠAD Benešov                   |
| Křečovice, Nahoruby, Mlačina | 756         | Křečovice - Neveklov                                         | CŠAD Benešov                   |
| Křečovice, Nahoruby, Rozchod | 756         | Křečovice - Neveklov                                         | CŠAD Benešov                   |
| Křečovice, Nová Živohošť     | 756         | Křečovice - Neveklov                                         | CŠAD Benešov                   |
| Křečovice Rozchod Košťálka   | 754         | Benešov - Příbram                                            | ZDAR                           |
| Křečovice, Strážovice        | 756 759     | Křečovice - Neveklov Benešov - Neveklov                      | CŠAD Benešov CŠAD Benešov      |
| Křečovice, Větrov            | 754         | Benešov - Příbram                                            | ZDAR                           |
| Křečovice, Vlkonice          | 754         | Benešov - Příbram                                            | ZDAR                           |
| Maršovice, Řehovice, Rozchod | 756         | Křečovice - Neveklov                                         | CŠAD Benešov                   |

### Wandelroutes
Er loopt één wandelroute door de gemeente:
- Rood: Neveklov - Strážovice - Drahoušek - Sedlčany

## Bezienswaardigheden
- Josef Suk Museum;
- Sint-Lucaskerk;
- Josef Suk-monument uit 1937;[4]
- Onze-Lieve-Vrouweklooster boven de Moldau.

## Geboren in Křečovice
- Josef Suk (1874–1935), een componist, muziekpedagoog en violist - schoonzoon van Antonín Dvořák

## Media
In Křečovice zijn verschillende films opgenomen, waaronder Farářův konec, Není sirotek jako sirotek en Vesničko má středisková.

## Galerij

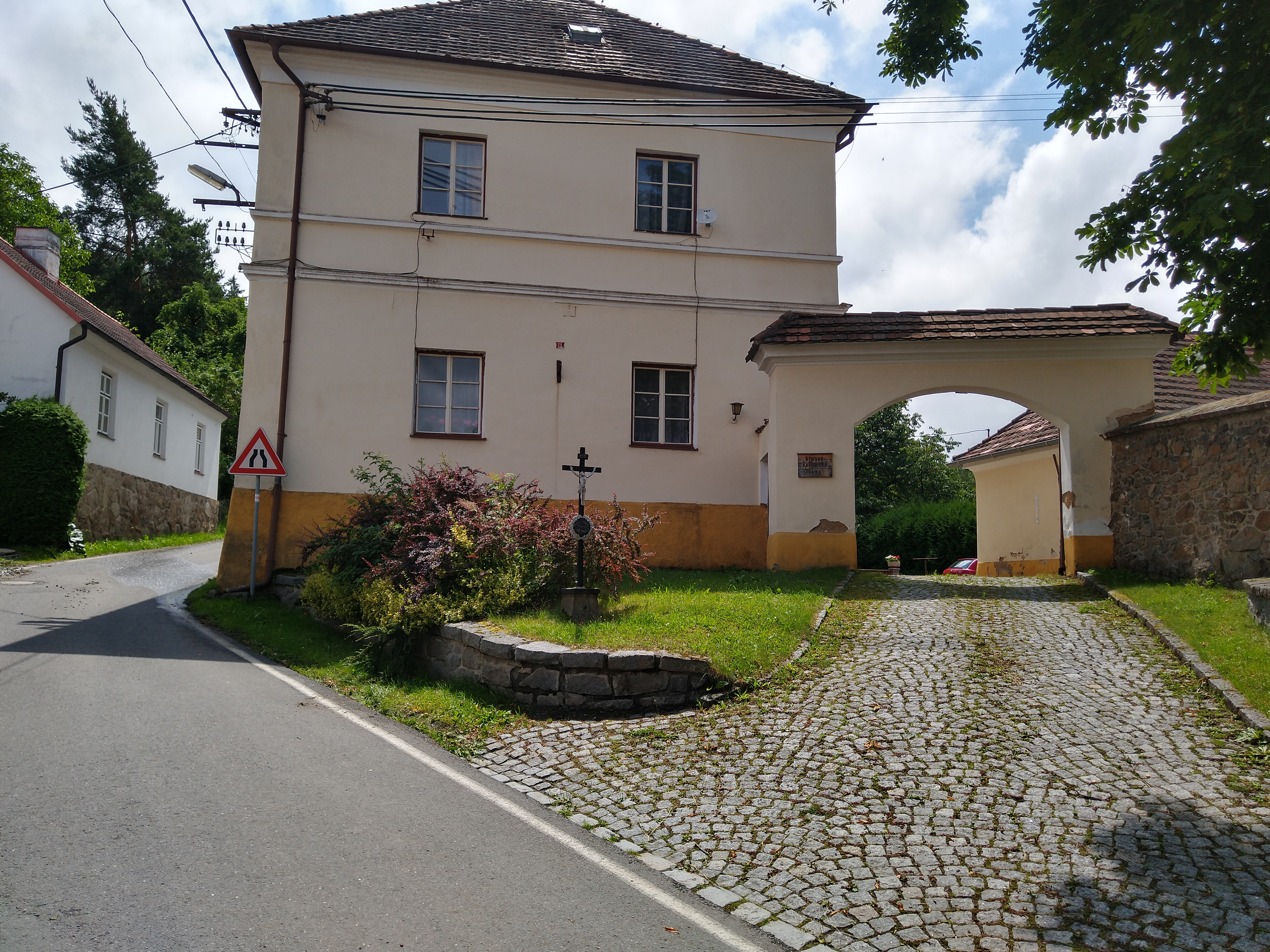
Boerderij in het dorp (2021)
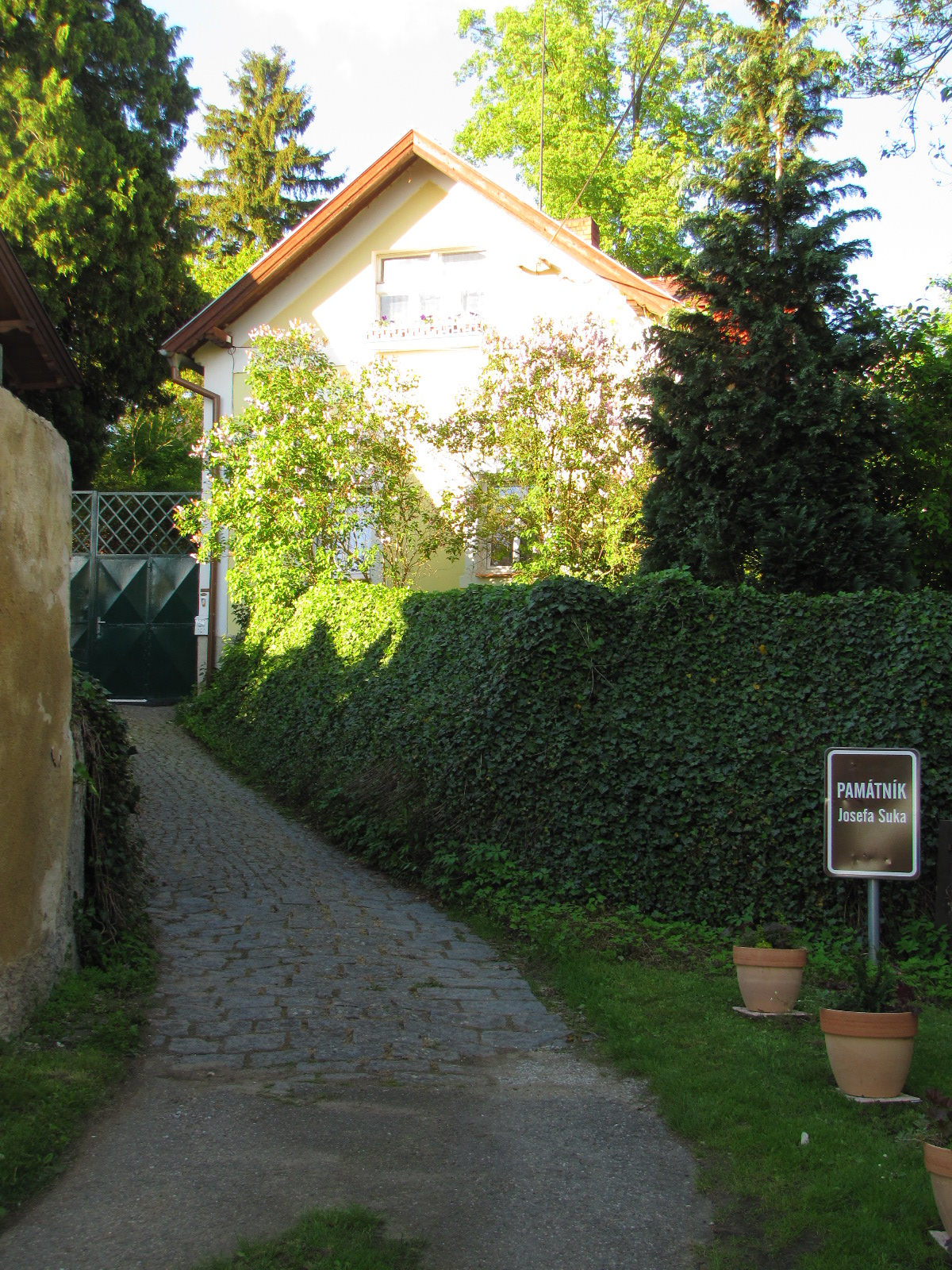
Josef Suk Museum (2013)
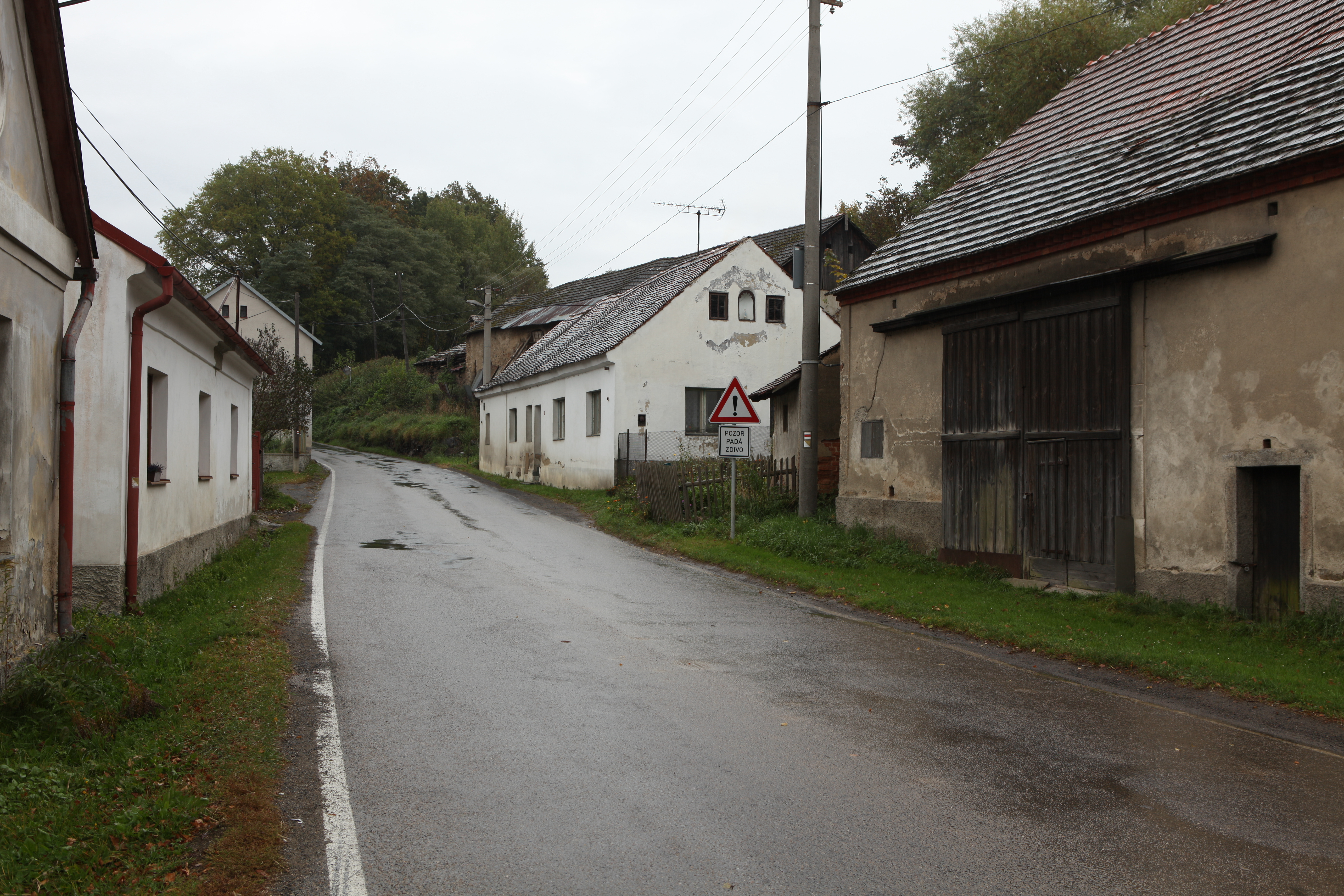
Straat in het dorp (2010)
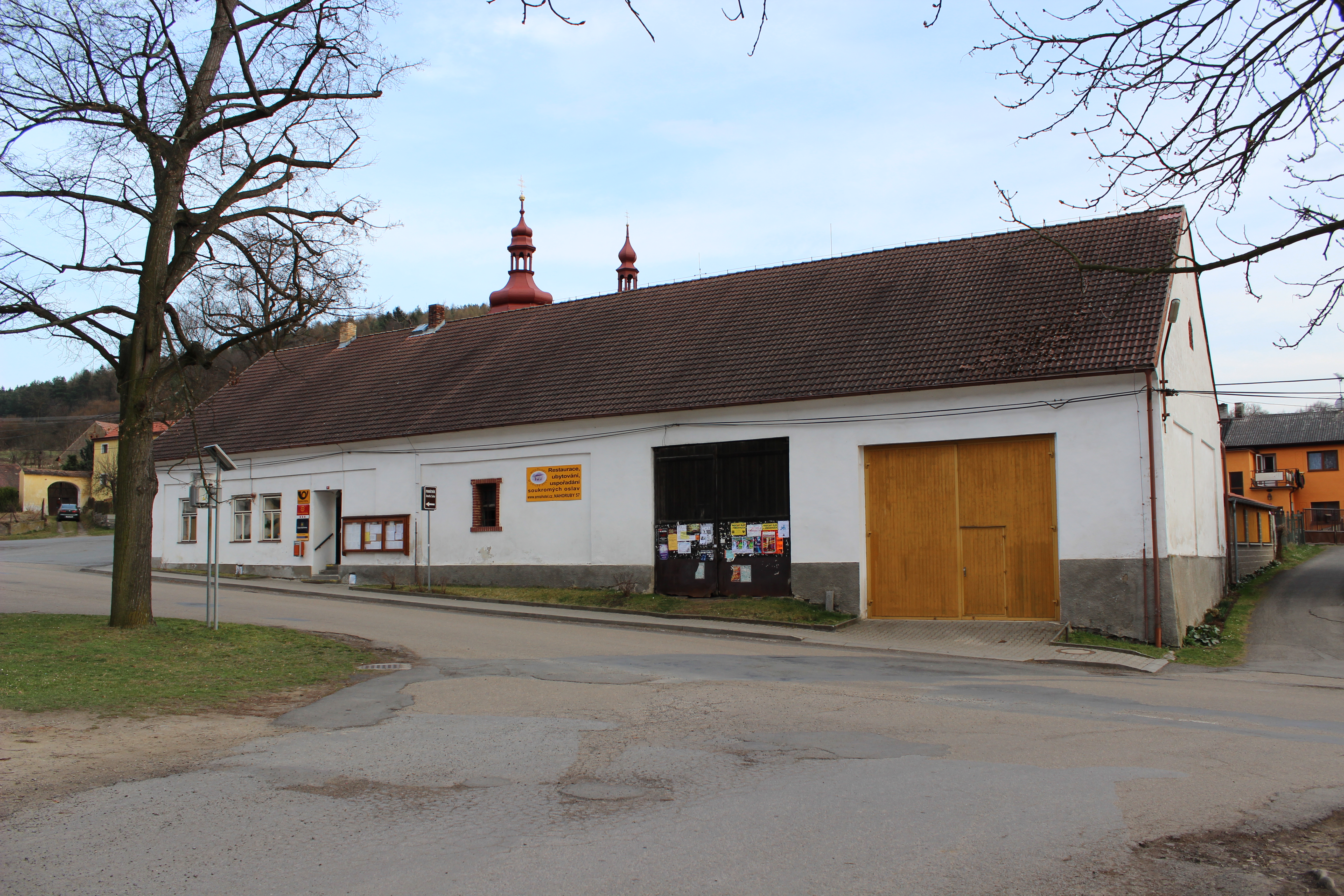
Postkantoor (2014)
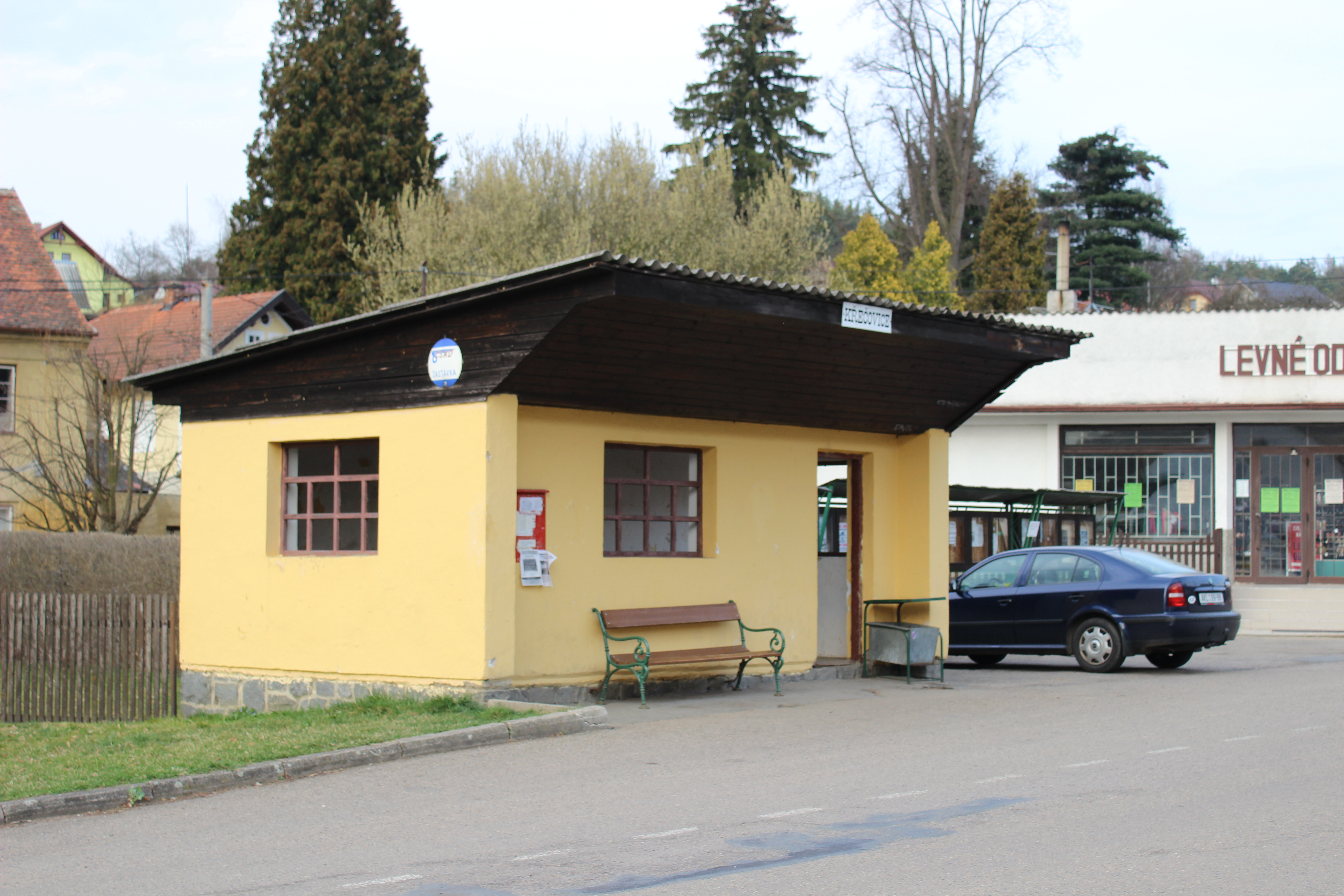
Bushalte in het dorp (2014)
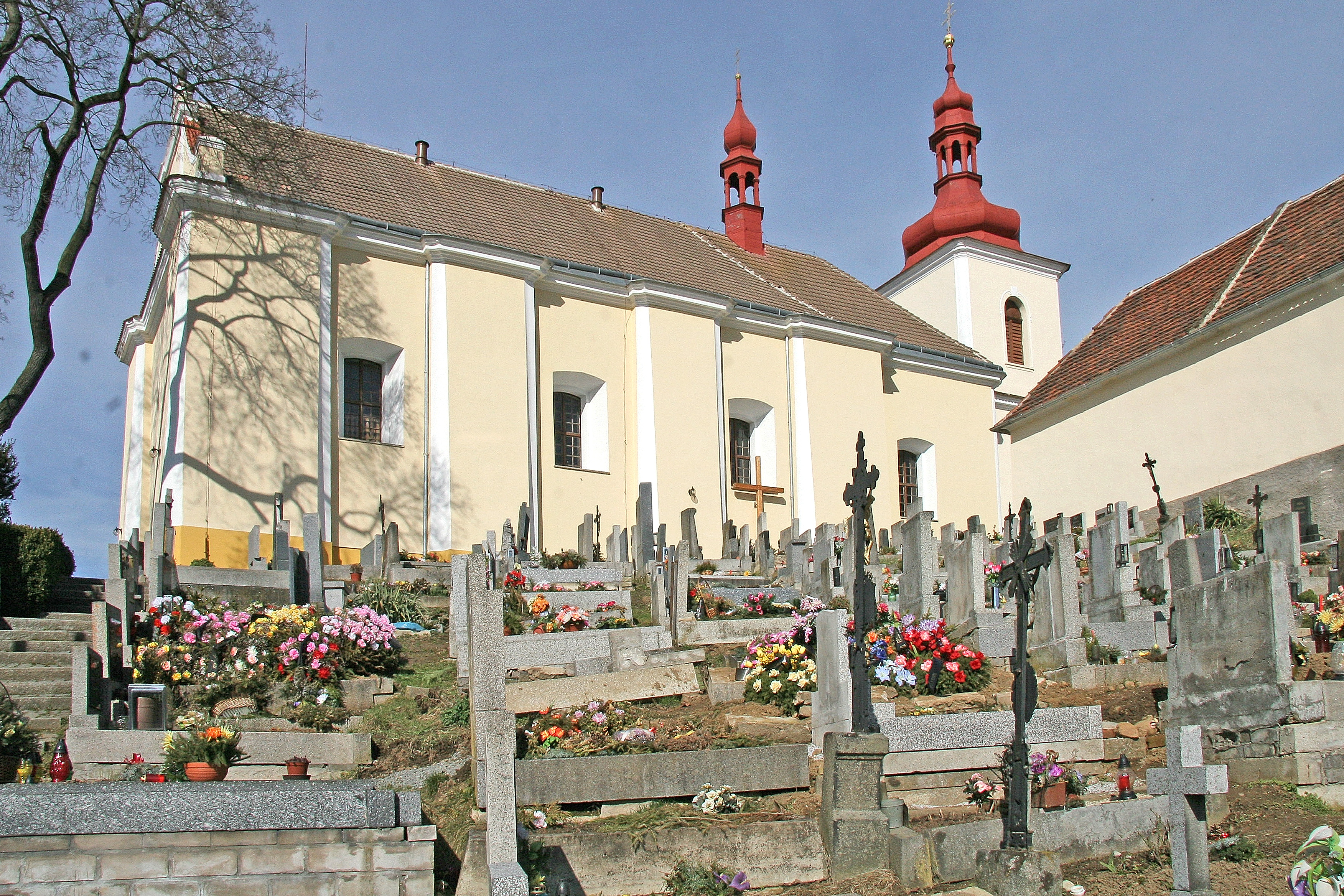
Sint-Lucaskerk (2008)
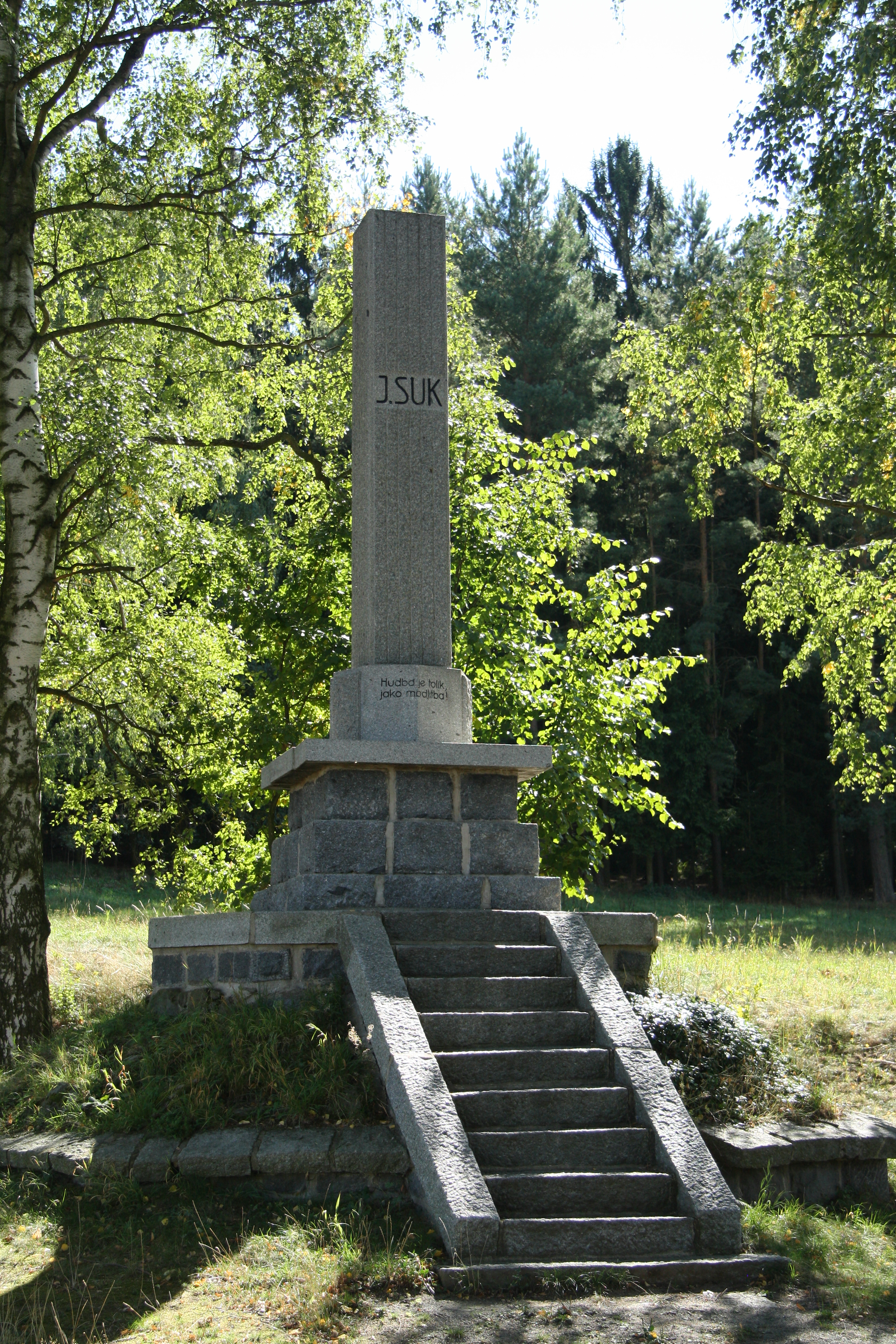
Josef Suk-monument (2015)